# Nanocochlea
Nanocochlea là một chi ốc nước ngọt cỡ nhỏ có nắp, là động vật thân mềm chân bụng sống dưới nước thuộc họ Hydrobiidae.

## Các loài
Các loài thuộc chi Nanocochlea bao gồm:
- Nanocochlea monticola
- Nanocochlea parva
- Nanocochlea pupoidea